# Azaro Roker
Azaro Roker (nacido en Nassau en 1997) es un jugador de baloncesto bahameño. Con 1.98 de estatura, su puesto natural en la cancha es la de ala-pívot. Actualmente juega para el FC Cartagena Baloncesto de la Liga LEB Plata.

## Trayectoria
Es un ala-pívot formado en la Anatol Rodgers High school de Nassau, antes de ingresar en la Universidad canadiense de Saint Francis Xavier con el que tuvo un promedio de 17,6 puntos, 13,2 rebotes y 1,1 asistencias con un acierto en los tiros de campo del 58,6%.
Durante la temporada 2020-21, en su último año universitario en la Universidad St. Francis Xavier, estuvo inactivo ya que la liga fue cancelada debido a la pandemia de COVID-19.
El 27 de julio de 2021, el jugador llega a España para jugar en las filas del Acunsa GBC para disputar la temporada 2021-22 en la Liga LEB Oro.
El 15 de diciembre de 2021, rescinde su contrato con el conjunto guipúzcoano y firma por el Círculo Gijón Baloncesto y Conocimiento de la Liga LEB Plata.
El 27 de febrero de 2023, firma por el FC Cartagena Baloncesto de la Liga LEB Plata.